# Hoffnungsträger Stiftung
Die Hoffnungsträger Stiftung ist eine gemeinnützige Stiftung bürgerlichen Rechts mit Sitz in Leonberg (Baden-Württemberg). Gegründet wurde sie 2013 von Tobias Merckle, der auch Vorsitzender des Stiftungsrates ist.

## Ziele
Das Anliegen der Hoffnungsträger Stiftung ist es laut eigenen Angaben, Menschen Hoffnung zu geben und eine Perspektive zu bieten. In Deutschland geschieht dies vor allem durch den Bau und die inhaltliche Arbeit in den Hoffnungshäusern, einem integrativen Wohnkonzept zur Integration von Geflüchteten und Migranten. International unterstützen die Hoffnungsträger Kinder und Familien von Gefangenen mit Resozialisierungs- und Versöhnungsprogrammen und fördern ausgewählte Projekte im sozialen Bereich. Die inhaltliche Arbeit wird unter anderem durch Spenden und Fördermittel finanziert.

## Arbeitsgebiete in Deutschland
Für die Integration geflüchteter und sozial benachteiligter Menschen haben die Hoffnungsträger ein eigenes Konzept entwickelt. Neben dem integrativen Wohnen besteht das Konzept nach einem Bericht der Stuttgarter Zeitung von 2016 auch aus Angeboten für Sozialarbeit, Sprachbildung, Ausbildung und Beschäftigung. Die Aktivitäten werden von lokalen ehrenamtlich arbeitenden Netzwerken unterstützt. Das Konzept soll dazu beitragen, dass geflüchtete und sozial benachteiligte Menschen nicht am Rande der Gesellschaft leben, sondern ein Teil der Gesellschaft werden.

## Hoffnungshäuser
Das Konzept der Hoffnungsträger zur Integration geflüchteter und sozial benachteiligter Menschen soll bundesweit multiplizierbar sein. Gemeinsam mit dem Städtebau-Institut der Universität Stuttgart und dem Architekturbüro andOffice haben die Hoffnungsträger deshalb das integrative Wohnkonzept der Hoffnungshäuser und der Hoffnungsorte entwickelt.
Standorte gibt es in Bad Liebenzell, Calw, Esslingen, Konstanz, Leonberg, Nagold, Öhringen, Schwäbisch Gmünd, Sinsheim und Straubenhardt. Das erste Hoffnungshaus eröffnete im Jahr 2016 mit dem Kauf und Umbau einer bestehenden Immobilie in Leonberg, Baden-Württemberg. An jedem der Standorte sind die Hoffnungsträger durch eine Standortleitung vertreten. Das Konzept setzt sich aus den Bausteinen Gemeinsames Wohnen, Sozialarbeit und Sprachbildung, Gesellschaft und Ehrenamt, Ausbildung und Arbeit und Geistliches Leben zusammen.:
Die Architektur der Hoffnungshäuser besteht aus einzelnen Wohneinheiten und Gemeinschaftsräumen.

## Programme Angehörige von Gefangenen
Ein weiteres Arbeitsfeld der Hoffnungsträger sind Patenschaften für Kinder bzw. die Unterstützung für Familien von Strafgefangenen. Diese Unterstützung kann beispielsweise eine medizinische Versorgung oder Zugang zu Lebensmitteln sein.

## Versöhnungsprogramme
In Kolumbien setzen sich die Hoffnungsträger für die Versöhnung der Menschen in den Bürgerkriegsregionen ein. Dort schaffen ehemalige Guerilleros zusammen mit Einwohnern eine intakte Infrastruktur für Bürgerkriegsopfer. Sie bauen oder renovieren Häuser und Schulen, richten Werkstätten ein oder machen landwirtschaftliche Flächen nutzbar.

## Auszeichnungen
- Architektenkammer Baden-Württemberg, Beispielhaftes Bauen, 2022
- polis award, Soziale Quartiersentwicklung, 2021
- FIABCI Prix d’Excellence, Sonderpreis Bezahlbartes Bauen, Sonderpreis Innovation, 2020
- German Design Award Special, 2019
- 2019 mit dem Integrationspreis des Landes Baden-Württemberg
- HolzbauPlus. Bundeswettbewerb, Bauen mit nachwachsenden Rohstoffen, 2018
- Holzbaupreis Baden-Württemberg, 2018
- Architektenkammer Baden-Württemberg, Beispielhaftes Bauen, 2018
- Heinze ArchitektenAward, Beste Wohnungsbauten Shortlist, 2018
- Iconic Awards, Innovative Material, 2018